# Gerda Böken
Gerda Böken (* 1933) ist eine deutsche Film- und Theaterschauspielerin.

## Leben
Gerda Böken wurde von ihrer Mutter alleine aufgezogen, nachdem ihr Vater zwei Tage nach ihrer Geburt als Kommunist verhaftet und ins KZ Dachau eingeliefert wurde. Sie war zweimal verheiratet und hat zwei Kinder. Böken arbeitete als Vorstandssekretärin, zeitweilig auch in Somalia. Nach der Scheidung von ihrem zweiten Ehemann nahm sie Tanzunterricht, trat in den Kölner Verein TSC Excelsior ein und nahm bis 2018 an Tanzturnieren der Klasse S teil. Böken besuchte die Theaterakademie Köln und gründete eine Theatergruppe, die sie nach drei Produktionen wieder aufgab. Ab 1994 nahm sie Gesangsunterricht bei Gabriele Gzella. Sie lebt in einem Seniorenheim in Köln.

## Filmografie (Auswahl)
- 1996: Jede Menge Leben
- 1997: Stadtklinik
- 1998: Familie Heinz Becker
- 1998: SK Babies
- 1999: Die Wache
- 2000: Alles Atze
- 2002: Nikola
- 1997/2004: Lindenstraße
- 1996/2001/04: Verbotene Liebe
- 2004: Axel! will’s wissen
- 2005: Rick und Olli
- 2007: Likörchen?
- 2007: Freche Mädchen
- 2007: Drei, ein Viertel
- 2007: Unter uns
- 2008: Bis dass der Tod uns scheidet
- 2007: Oma dealt (Sparkassenspot)
- 2008: Totenwache
- 2008: 112 – Sie retten dein Leben
- 2008: Bleib bei mir
- 2008: Danni Lowinski
- 2008: Mannsbilder
- seit 2008: Aktenzeichen XY … ungelöst
- 2009: Zarte Parasiten
- 2009: Wilsberg – Doktorspiele
- 2009: Tatort – Platt gemacht (Fernsehreihe)
- 2009: Stressless
- 2009: Jessica
- 2009: Selbstmord nervt!
- 2009: Das Büdchen
- 2009: Alzheimer Projekt
- 2009: Mord mit Aussicht
- 2009–2012: Das Haus Anubis
- 2010, 2013: Alle Jahre wieder
- seit 2010: Das R-Team – Die rüstige Rentner-Comedy/Old Ass Bastards
- 2011: Notruf Hafenkante – Die letzte Reise
- 2011: Bloch: Der Heiland
- 2011: Verbotene Liebe
- 2013: Marie Brand und die Engel des Todes
- 2013: Notruf Hafenkante – Der Schein trügt
- 2015: Bettys Diagnose (Fernsehserie, eine Folge)
- 2018: Vielmachglas

## Theater (Auswahl)
- 1994: Fräulein Julie
- 1996: Herr Peter Squenz
- 1997: Gespenstersonate
- 1999: Top Girls
- 2001: Garcia Lorca Szenen
- 2002: So ist es wie es…